# Доплеровское охлаждение
Доплеровское охлаждение — метод лазерного охлаждения, который основан на эффекте Доплера и спонтанном комбинационном рассеянии. Выберем два уровня энергии, основной и возбужденный, между которыми разрешен дипольный электрический переход. Вероятность столкновений молекул в единицу времени в газе много меньше, чем радиационная ширина спектральной линии перехода, и равна вероятности поглощения оптического фотона в единицу времени. Частота лазера выбирается несколько ниже частоты перехода. Благодаря эффекту Доплера те атомы, которые движутся навстречу фотону, «видят» более высокую частоту фотона и оказываются в условиях сильного резонансного рассеяния, в отличие от противоположного случая, когда условие резонанса не выполняется. В результате доминирует процесс поглощения фотонов со спонтанным переизлучением их в произвольном направлении в пространстве, сопровождающийся торможением движущихся атомов. При спонтанном комбинационном рассеянии в среднем происходит излучение фотона с частотой, большей чем у поглощённого фотона. Таким образом, излучённый фотон имеет большую энергию, чем поглощённый. Разность энергий этих фотонов «заимствуется» из энергии теплового движения атома. Если длина волны лазера равна, например, 600 нм, то в каждом акте рассеяния атом охлаждается на несколько милликельвин. В результате, для существенного охлаждения атома нужно порядка 100000 актов рассеяния. Данным методом можно охладить атом до температуры ~500 μK. Если требуется охладить атомы до ещё более низких температур, например, десятков микрокельвин, то используют охлаждение методом боковой полосы и Сизифово охлаждение, а если требуется получить температуру в несколько нанокельвин, то используют селективное по скоростям когерентное пленение заселённостей.

## История
Метод предложен в 1975 году двумя группами: Д. Уайнленда с Х. Демельтом и Т. Хенша с А. Шавловым.